# Евдокия (съпруга на Константин V)
Евдокия (Eudokia) е третата съпруга на византийския император Константин V Копроним (упр. 741 – 775).

## Произход
Според Теофан Изповедник нейната сестра е омъжена за патриция Михаил Мелисин, стратег на тема Анатоликон. Сестрата на Евдокия е майка на Теодот I, който през 815 г. става патриарх на Констинопол, по времето на император Лъв V.

## Византийска императрица
Между 751 и 769 г. Евдокия се омъжва за император Константин V Копроним (719 – 775) от Исаврийската династия. Тя е коронована за августа на 1 април 769 г.
Константин умира от болест по време на поход срещу българския хан Телериг на 14 септември 775 г. След това за Евдокия няма сведения.

## Деца
Евдокия и Константин V Копроним имат пет сина и една дъщеря:
- Христофор (* ок. 753; † сл. 812), от 2 април 769 кесар
- Никифор (* ок. 756/758; † сл. 812), от 2 април 769 кесар
- Никита (Никета), нобилисимус от май 769
- Евдоким, нобилисимус от май 769
- Антим, нобилисимус от май 769
- Антуса Омонийска (* 757; † 809)